# 吉田正尚
吉田 正尚（よしだ まさたか、1993年7月15日 - ）は、福井県福井市出身のプロ野球選手（外野手、指名打者）。右投左打。MLBのボストン・レッドソックス所属。
代理人はスコット・ボラス。

## 経歴

### プロ入り前
6歳から野球を始めると、福井市立麻生津小学校、福井市足羽中学校在学中は、ボーイズリーグの鯖江ボーイズに所属していた。本人曰く、「『遠くへ飛ばしたい』という意識が強い（子ども時代だった）」と述べている。
敦賀気比高校への進学後は、1年の夏に4番打者として第91回全国高等学校野球選手権大会に出場。帝京高校との初戦で1安打を放ったが、チームは敗れた。1年の秋に福井県大会優勝・北信越大会準優勝を果たし、2年の春には第82回選抜高等学校野球大会へ出場。開幕戦でもあった1回戦では、中村奨吾擁する天理高校を相手に3安打を放ち、チームの勝利に貢献した。その後も勝ち進んだが、山﨑福也を擁する日大三高校との準々決勝で3打数無安打に抑えられると、チームも敗退した。2年の夏以降は甲子園球場での全国大会には出場できなかったが、春夏を通じて4試合で打率.313、16打数5安打、2打点という成績を残した。高校の2学年先輩に山田修義、1学年下には西川龍馬がいた。
青山学院大学社会情報学部社会情報学科への進学後には、東都大学の1部リーグで、1年の春季リーグ戦から4番打者に抜擢され、打率.311、1本塁打、7打点を記録し、指名打者としてベストナインに選ばれた。秋季リーグ戦からは、3番打者に定着し、2年先輩の4番・杉本裕太郎とクリーンナップを組んだ。指名打者部門で2季連続のベストナイン選出を果たした。2年の春季リーグ戦では、指名打者から外野手へ転向し、4本塁打を記録。外野手部門では初めてのベストナインに選ばれた。3年の秋季リーグ戦では、打率.352、3本塁打という内容で、外野手として2度目のベストナインを獲得。しかし、チームは2部に降格した。杉本の在学中には、リーグ戦で杉本との2者連続本塁打を3回達成している。4年の秋には、2部リーグで打率.400、5本塁打を記録したが、チームの昇格はならなかった。在学中には、東都リーグの1部で、通算72試合に出場。打率.277（278打数77安打）、9本塁打、38打点、12盗塁という成績を残した。
大学2年の7月には第39回日米大学野球選手権大会の日本代表、3年には第27回ハーレムベースボールウィークの日本代表に選出された。4年の6月には、2015年ユニバーシアードの日本代表に選出された。大会前に神宮球場で開かれた「大学日本代表対NPB選抜」戦では、髙橋光成から本塁打を打った。ユニバーシアードでは、主に4番打者として、日本代表の優勝に貢献。大会後に開かれたU-18日本代表との壮行試合では、上野翔太郎と高橋樹也を相手に、2打席連続本塁打を打った。大学の2学年先輩には杉本の他、東條大樹と渡邉雄大、1学年先輩には加藤匠馬、1学年後輩には岡野祐一郎がいた。
2015年のNPBドラフト会議で、オリックスから1巡目で指名。契約金1億円、年俸1500万円（金額は推定）という条件で入団した。背番号は34。球団内に吉田一将、吉田凌などが在籍しているため、報道上およびスコアボード上の表記は「吉田正」となる。オリックスはこの会議で、JR西日本から杉本を10巡目で指名。2人とも入団したことによって、大学以来のチームメイトになった。なお、球団としては「どうしても和製大砲が欲しかった」との理由で1位指名したが、本人は「（チームには）糸井嘉男、T-岡田、後藤駿太と左の素晴らしい外野手がたくさんいる」ことから、オリックスからの1位指名は想像していなかったとのことである。

### オリックス時代
2016年には、春季キャンプ前の新人合同自主トレーニング中に前身球団（オリックス・ブルーウェーブ）のOBであるイチロー（当時はMLBのマイアミ・マーリンズ所属）とほっともっとフィールド神戸で初めて対面。イチローから直々に「青学（青山学院大学）の子やな」という声を掛けられた。しかしトレーニングの2日目に左ふくらはぎの筋膜炎を発症し、春季キャンプを二軍で迎えた。キャンプ序盤の2月6日に一軍へ昇格したが、当日の打撃練習で右脇腹の違和感を訴えたため2日後に二軍へ戻された。3月16日には広島東洋カープとのウエスタン・リーグ公式戦に指名打者で出場。実戦2試合目でプロ初本塁打を記録した。オープン戦最終カードの阪神タイガースとの3連戦（京セラドーム大阪）から再び一軍へ合流すると3試合全てでスタメンに起用。3月19日は3回裏の第2打席で藤川球児から京セラドーム3階席前面の壁を直撃する本塁打を打った。オープン戦通算で13打数4安打を記録する、一軍監督（当時）の福良淳一より「指名打者としての開幕スタメン起用」を明言され、3月25日の埼玉西武ライオンズとの開幕戦（西武プリンスドーム）で「1番・指名打者」としてスタメンで一軍公式戦にデビュー。本人曰く「中学生（時代）以来」の1番起用とのことだったが、7回表の第3打席で一軍公式戦初安打を打つなどフル出場で5打数2安打を記録した。さらに開幕戦から6試合連続安打を達成。しかしスタメン起用が続くうちに腰椎の椎間板症に見舞われた。外野の守備へ就けないほどにまで症状が悪化したため、4月24日に出場選手登録を抹消された。8月12日に一軍へ復帰し8月18日の対北海道日本ハムファイターズ戦（札幌ドーム）で一軍公式戦初本塁打を打った。8月26日の対東北楽天ゴールデンイーグルス戦（楽天Koboスタジアム宮城）以降は30試合で3番打者に起用されると9本塁打を記録。翌27日の同カードでは1回表の第1打席から2打席連続で本塁打を打っている。チームのシーズン最終戦であった10月1日の対楽天戦（コボスタ宮城）ではオリックスの新人選手としては1969年の加藤秀司以来47年ぶりに一軍公式戦の4番打者に起用された。レギュラーシーズン全体では前述した故障の影響で一軍公式戦への出場が63試合にとどまり、打席数（258）もパシフィック・リーグの規定打席（443）を下回った。それでも打率.290（リーグ9位相当）、10本塁打、34打点を記録。OPSは.854（リーグ4位相当）、RC27は6.09（リーグ8位相当）に達した。守備面では左翼手として44試合でスタメンに起用されたほか、右翼手として9試合、指名打者として8試合に出場した。シーズン終了後に台湾で開かれたアジア・ウィンター・リーグでは、ウエスタン・リーグ選抜の主軸打者として全18試合に出場。打率（.556）、本塁打（6本）、安打数（30安打）、塁打数（57塁打）、打点（29打点）の5部門でいずれもトップの成績を残した結果、最優秀打者に選ばれた。帰国後の12月20日に年俸2100万円（前年から600万円増）という条件で契約を更改。
2017年には、「一軍公式戦全143試合出場」を目標に掲げていたが、オープン戦の終盤に腰痛が再発。後の診察で急性筋性腰痛の発症が判明したため、開幕一軍のメンバーから外れた。5月10日に、ウエスタン・リーグの対広島東洋カープ戦（舞洲サブ球場）で「2番・左翼手」としてスタメンで実戦に復帰。1回裏の第1打席で本塁打を打ったが、試合後に腰痛を訴えたため再び戦線を離れた。7月9日の対千葉ロッテマリーンズ戦に、「3番・指名打者」として、この年初めて一軍の公式戦に出場。翌10日の対日本ハム戦（いずれも京セラドーム大阪）では1回裏の第1打席で右翼スタンド5階席に推定飛距離130mの本塁打を打った。同月下旬以降は首脳陣が攻撃重視の打線を組んだことから8試合で1番打者、9試合で2番打者に起用。8月8日の対西武戦（京セラドーム大阪）では2年連続の1試合2本塁打を2打席連続で記録した。8月16日の対福岡ソフトバンクホークス戦（福岡ヤフオク!ドーム）以降はシーズン終了まで3番打者で起用された。9月3日の対西武戦（京セラドーム）で2年連続の一軍公式戦シーズン2桁本塁打を達成した。シーズン終盤の10月4日に臀部の膿を除去する手術を受けたが、登録の抹消には至らず手術後にも一軍公式戦2試合へ出場した。前述した腰痛や手術の影響で一軍公式戦への出場は64試合（268打席）にとどまったが、打率.311（リーグ2位相当）、12本塁打、38打点を記録。いずれも前年を上回る成績で、OPSは.928（リーグ3位相当）、RC27は7.41（リーグ3位相当）に達した。打順では、1番や2番に起用されることもあったが、主に3番打者（46試合）として起用された。守備面では、右翼手としての出場が36試合を占めていた一方で、左翼手として16試合、中堅手として1試合、指名打者として10試合にスタメンで起用された。シーズン終了後に秋季キャンプへの参加も辞退したうえで、11月下旬に腰の手術を受けた。12月6日に、推定年俸3100万円（前年から1000万円増）という条件で契約を更改。
2018年には、前年に腰の手術を受けたことを背景に、春季キャンプを二軍で迎える。「故障しない身体づくり」「走攻守すべての面でのレベルアップ」をテーマに、体幹トレーニングなどへ取り組んだ。キャンプ序盤の2月4日には野球日本代表監督の稲葉篤紀から2020年東京オリンピック・野球日本代表の代表候補であることを告げられた。キャンプ終盤から一軍へ合流すると、3月30日にはソフトバンクとのレギュラーシーズン開幕戦（ヤフオクドーム）で「3番・左翼手」としてスタメンに起用。5月22日の対楽天戦（楽天生命パーク）では3回表の第2打席でシーズン6号本塁打、4回表の第3打席で2点適時打（単打）、6回表の第4打席で二塁打を記録した。8回表の第5打席でも長打を打って三塁へ進んだが、二塁から三塁への進塁が「送球間の進塁」（公式記録上は「二塁打」）とみなされサイクル安打の達成はならなかった。入団後初めて出場したセ・パ交流戦では6月7日の対阪神戦（甲子園）で一軍公式戦初の三塁打、6月13日の対広島戦（京セラドーム大阪）で3年連続のシーズン2桁本塁打を記録。全18試合に出場すると打率.397、3本塁打、10打点、出塁率.477、得点圏打率.500という好成績でチームをパ・リーグ球団の最高順位（2位）へ導き、交流戦のMVPに選ばれた。交流戦の最終戦で右足の関節を捻挫し、自力で歩けないまま代走を送られたが、翌22日から再開されたパ・リーグの公式戦では代打での出場を経てスタメンに復帰している。オールスターゲームにはファン投票・選手間投票ともパ・リーグ外野手部門の3位に入り初出場。7月13日の第1戦（京セラドーム大阪）ではパ・リーグ選抜の「5番・指名打者」としてスタメンに起用されると、1回裏の第1打席でオールスターゲーム初安打・初打点を松坂大輔からの適時打で記録した。レギュラーシーズンでは全143試合への出場を果たし、規定打席へ初めて到達。打率.321、26本塁打、86打点という好成績を残した。オフに5400万円増の推定年俸8500万円で契約を更改した。
2019年には、オープン戦期間中の3月上旬に京セラドーム大阪で開かれた日本代表の強化試合（メキシコ代表との2連戦）に、プロ入り後初めて日本代表の一員として選出。2試合ともスタメンでクリーンアップの一角を任され、第2戦では1回裏の第1打席で満塁本塁打を打った。シーズンでは開幕から4番打者に起用。開幕当初は打率が1割を切るほどの打撃不振でシーズン初本塁打を打ったのは開幕11試合（通算49打席）目の4月11日の対ロッテ戦（ZOZOマリンスタジアム）第3打席だった。それでも5月21日に京セラドームで催された同カードでオリックスの選手としては初めて入団1年目からの4年連続シーズン2桁本塁打を自己最速のペース（出場43試合目）で達成した。前年にMVPを獲得したセ・パ交流戦で再び調子を落としたものの、オールスターゲームにはファン投票・選手間投票（いずれもパ・リーグ外野手部門2位）を経て2年連続で出場。7月13日の第2戦（甲子園球場）では「3番・左翼手」としてのスタメン起用で同ゲーム初本塁打を打ち、パ・リーグの選手から唯一の敢闘選手に選ばれた。レギュラーシーズンの終盤には森友哉（西武）との間でリーグ首位打者争いを展開。打率.329で先にシーズンを終えた森には僅差で及ばなかったものの、リーグ2位の打率.322を記録した。さらに2年連続の全143試合出場で自己最多の29本塁打を打ったほか、7月度と9・10月度の月間MVPにも選ばれた。チームとしては谷佳知（オリックス・ブルーウェーブ時代の2001年 - 2004年）以来の2年連続ベストナイン（パ・リーグ外野手部門）選出も果たした。プレミア12終了後の11月29日に推定年俸2億円（前年から1億1500万円増）という好条件で契約を更改。オリックス生え抜きの選手が入団5年目で1億円以上の年俸となった事例はイチローがブルーウェーブ時代の1996年に推定年俸1億8000万円（前年から1億円増）で契約を更改したことに次いで2人目である。
2020年には、8月に打率.430で月間MVPを受賞するなど、シーズンを通じて高い打率を維持。一軍公式戦で3年連続の全試合（同年は120試合）出場を果たすとともに、通算打率.350で、チームの生え抜き選手としては2000年（ブルーウェーブ時代）のイチロー以来20年ぶりに首位打者のタイトルを獲得した。NPBの一軍公式戦において、平成生まれの選手がレギュラーシーズンの規定打席に到達したうえで、.350以上の打率でシーズンを終えた事例は吉田が初めてである。開幕から1か月余りの間に7本の本塁打を打ちながらも、通算の本塁打数は14本にとどまったが、3年続けてパ・リーグの外野手部門でベストナインに選出。一軍公式戦ではリーグで10番目に多い492打席に立ちながら、三振の総数はわずか29個でリーグの規定打席到達者では最も少なかった（詳細後述）。シーズン終了後、球団との契約交渉を初めて代理人に委ねながら、翌年の1月4日から西川遥輝などと共に沖縄県内で自主トレーニングに臨んでいたため、契約更改を春季キャンプインの直前（同月22日）にまで持ち越した。更改後の年俸は2億8000万円で、出来高分を除いた推定額ながら、日本プロ野球在籍6年目で日本人扱いの野手としては歴代最高額とされる。更改後の記者会見では、ポスティングシステムを通じたMLBへの挑戦を検討する可能性があることを示唆。更改の席で、球団に対してMLB挑戦へのビジョンを伝えたことも明かした。
2021年には、チームの選手会長へ就任。レギュラーシーズンの開幕当初は、前年のシーズン途中から一軍を指揮する中嶋聡（この年から監督へ正式に就任）の方針で、2番打者へ随時起用。チーム全体の得点力を高めるための起用であったが、杉本が4番打者に固定された5月からは、大学時代に続いて3番打者を務めていた。5月15日の対楽天戦（ほっともっとフィールド神戸）で、MLBから8年ぶりに楽天へ復帰した田中将大と初対戦。6回裏の第3打席で左翼フェンスをわずかに通過する打球を打ったところ、楽天側のリクエストによるリプレー検証の末に、一軍公式戦通算99本目の本塁打と認定された。5月23日の対ソフトバンク戦（福岡PayPayドーム）で、日本プロ野球史上301人目の公式戦通算100本塁打を達成。オールスターゲームでは、ファン投票のセ・パ両リーグ最多得票選手として出場し、ファン投票で選出されたホームランダービーでは初優勝を果たした。東京オリンピックによるレギュラーシーズン一時中断を経た再開後もチームとともに好調を維持していたが、9月3日の対ソフトバンク戦（PayPayドーム）9回表の打席で遊撃へゴロを放ったところ、一塁を駆け抜ける際に左足を負傷（記録は内野安打）。翌4日の同カードには8回表に代打で出場したものの、5日付で出場選手登録を抹消されたため、2018年からの一軍公式戦連続出場記録が512試合で途絶えた。同月26日の楽天戦で復帰したが、10月2日のソフトバンク戦4回裏に大関友久から死球を受け途中交代、右尺骨骨折と診断され再び戦列離脱することとなった。それでも最終的には打率.339と、2位の森友哉（西武）に3分の差をつけ、パ・リーグでは2002年、2003年の小笠原道大（日本ハム）以来、球団ではイチロー以来2人目となる2年連続の首位打者、出塁率も.429で自身初の最高出塁率のタイトルを獲得した。なお、打率と出塁率の他にも、長打率.563、OPS.992、得点圏打率.400もリーグトップだった。11月10日のクライマックスシリーズ第1戦で骨折からわずか39日で復帰を果たす。ヤクルトとの日本シリーズでは日本一を逃したが、第1戦ではサヨナラ打を放ち、第3戦以降は未完治の状態ながら守備にも就くなど奮闘した。12月8日に両足関節鏡視下三角骨摘出手術を受けた。12月22日には、1億2000万円増となる推定年俸4億円＋出来高払いで契約を更改し、背番号が7に変更されることが発表された。7年目での4億円到達は国内12球団の野手ではイチローに次ぐ2人目のスピード記録となった。
2022年、4月10日に佐々木朗希と対戦した際、空振り三振、空振り三振、見逃し三振と1試合3三振を喫し、チームは完全試合で敗れる。5月8日に実施されたスクリーニングPCR検査で新型コロナウイルス陽性判定を受け登録抹消。5月17日に再登録されるも、同日の試合前練習で患部を痛め、左大腿部裏の軽度筋損傷により5月21日に再び登録抹消された。6月3日に一軍復帰すると、6月17日の西武戦（ベルーナドーム）戦で「3番・指名打者」でスタメン復帰を果たす。7月は24試合で打率.322、4本塁打、20打点を記録し自身5度目の月間MVPを受賞。優勝争いが激しくなった9月はさらに調子を上げ、9月13日の楽天戦（楽天生命パーク）では前日12日の最終打席から3打席連続本塁打を放ち、9月19日のソフトバンク戦（京セラドーム大阪）では先制2点本塁打を含む3安打4打点の活躍、9月24日の楽天戦（楽天生命パーク）では2点本塁打を含む自己最多タイの6打点を記録するなど、打率.416、7本塁打、23打点の活躍で月間MVPを受賞し、リーグ連覇に大きく貢献した。この年打率は.335を記録し6年連続で打率3割越えを果たすも、突如台頭してきた松本剛（日本ハム）との首位打者争いの末、打率.347を記録した松本に1分2厘の差をつけられ、3年連続の首位打者のタイトルを逃した。なお、パ・リーグで打率3割以上を記録した選手は、松本と吉田の2名のみだった。出塁率は.447を記録し2年連続で最高出塁率のタイトルを獲得。また打点は打点王を獲得した山川穂高（西武）の90打点に次ぐ自己最多となる88打点を記録し、OPSは自己最高となる1.008を記録した。一方で、5月に痛めた左太ももの影響で守備の出場は39試合に留まり、シーズン通して指名打者での出場が大半を占めた。ソフトバンクとのクライマックスシリーズでは第1戦と第4戦で本塁打を放つなど、打率.462（13打数6安打）・3打点の活躍でシリーズMVPを受賞。ヤクルトとの日本シリーズでは相手バッテリーに警戒され、第4戦までで7四球と徹底して勝負を避けられ、4試合でわずか2安打に抑えられるも、第5戦では5回にチーム第1号となるソロ本塁打を放つと、同点で迎えた9回にはこの日2本目となるサヨナラ2点本塁打を放った。シリーズのサヨナラ本塁打は球団初で、2年連続のサヨナラ打は史上初となった。このサヨナラ勝ちで対戦成績を2勝2敗1分の五分に戻すと、続く第6戦・第7戦で連勝し26年ぶりの日本一を達成し、シリーズ優秀選手に選出された。シーズン終了後の11月17日にポスティングシステムと利用してのMLB挑戦が承認された。11月24日には指名打者としてベストナインに選出された。12月7日にMLBからポスティング申請が受理された。

### レッドソックス時代
2022年12月16日にボストン・レッドソックスと5年契約を結んだ。オリックスには譲渡金として1537万5000ドルが支払われた。同日中に入団会見が行われた。背番号は「34」だとデビッド・オルティーズの永久欠番であるため使用できず、2022年と同じ7。
入団会見ではレッドソックスが30球団で1番好きだったことが入団の決め手になったと公表した。チームとしてはリードオフマンとして起用する予定だが、吉田自身リードオフマンとして起用されたことはないため向いているとは思わないとしつつも、与えられた仕事を全うすると宣言した。
2023年3月30日のボルチモア・オリオールズ戦（フェンウェイ・パーク）で「4番・左翼手」でメジャーデビュー。6回裏にキーガン・アキンからメジャー初安打初打点を記録した。4月3日、ピッツバーグ・パイレーツ戦（フェンウェイ・パーク）、1-3と2点リードされ迎えた1回裏一死二塁の第1打席、先発ヨハン・オビエドの2球目の外角ストレートを打ち返し、打球はグリーンモンスターを越えレフトスタンドに飛び込む2点本塁打となり、自身のMLB初本塁打で同点とした。4月23日のミルウォーキー・ブルワーズ戦(アメリカンファミリー・フィールド)の8回裏に、MLBでプレイするルーキーとしては4人目で、日本人としては初の1イニング2本塁打を記録した。7月16日のカブス戦では満塁本塁打を放つ活躍を見せ、チームも勝利する。8月5日のトロント・ブルージェイズ戦（フェンウェイ・パーク）で、日米通算1000安打を達成した。140試合の出場で打率.289（リーグ5位、及びチーム最高打率）、15本塁打、72打点、8盗塁を記録した。メジャー1年目から打率TOP10入りは2001年のイチロー以来となった。
2024年は左手親指に加えて、右肩の不安を抱えるなど怪我に苦しんだ。シーズン通算で108試合に出場し、打率.280、10本塁打、56打点、OPS.765を記録した。10月16日に右肩の手術をしたことを球団が発表した。オフはアレックス・ブレグマンの加入により三塁手がブレグマン、長年三塁手を務めてきたデバースを指名打者に配置転換することをアレックス・コーラ監督が明かした。これにより、主に指名打者で出場していた吉田は外野手争いを余儀なくされ、トレードの噂が絶えなかった。
2025年は、前年秋に手術した右肩の状態が思わしくなく、開幕から10日間の故障者リスト入りとなっていたが、5月22日の60日間の故障者リストに移行され、長期欠場が濃厚となった。

## 代表経歴

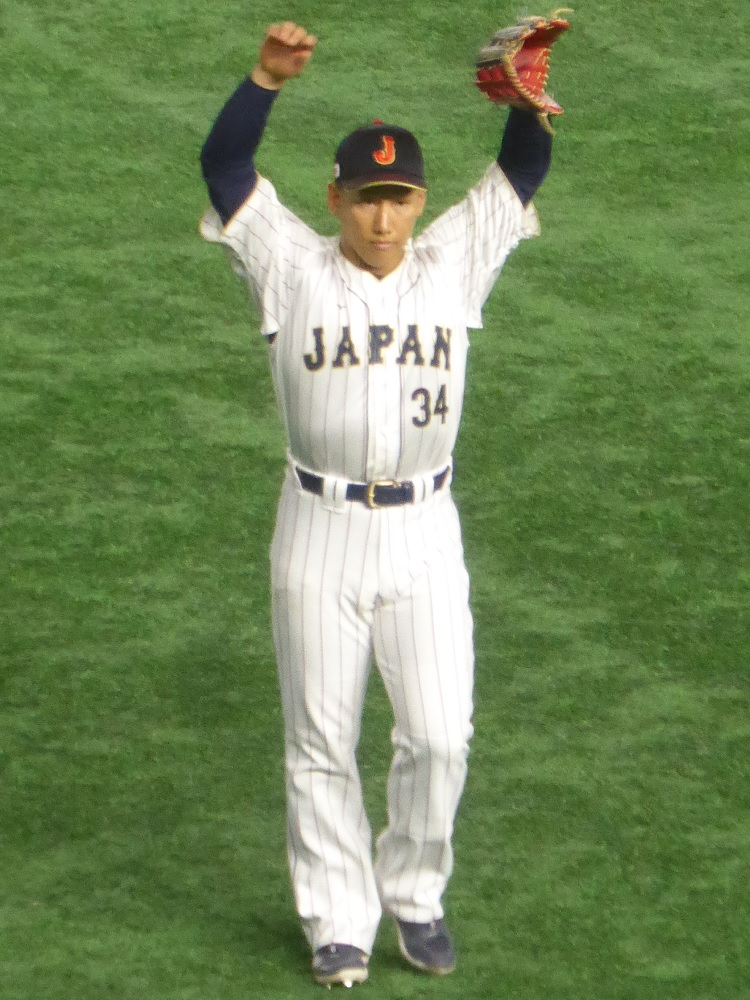
WBC日本代表（2023年3月16日 東京ドーム）

2017年シーズン終了後の第1回アジア プロ野球チャンピオンシップには、日本代表として選ばれることが内定していた。しかし、腰痛の膿を除去する処置を受けたため、正式発表の前に代表入りを辞退した。
2019年11月に開催された第2回WBSCプレミア12に日本代表として出場し、日本代表の大会初優勝に貢献した。
2021年7月、レギュラーシーズンの中断期間中に開催された2020東京オリンピックの野球競技に、日本代表の一員として出場。全5試合に3番打者として先発出場し、通算打率.350を記録し、チームの金メダル獲得に大きく貢献した。
2023年3月開催の第5回ワールド・ベースボール・クラシック (WBC) に出場する日本代表に選出される。1次ラウンドでは4試合とも5番レフトで出場し、打率.417、8打点の活躍。準々決勝からは不振の村上宗隆に代わって5番から4番になり、その準々決勝のイタリア戦では、WBC初本塁打を放ち、準決勝のメキシコ戦では、のちに起死回生のスリーランと呼ばれる同点3点本塁打を放ち、大会記録を更新する13打点を記録。同メキシコ戦のボール球をすくい上げた本塁打は大谷翔平からも「エグすぎ」と言われた。準々決勝以降の3試合は4番として日本代表を3大会ぶりのWBC制覇に導き、オールWBCチーム(大会ベストナインの外野手部門)に選出された。

## 選手としての特徴

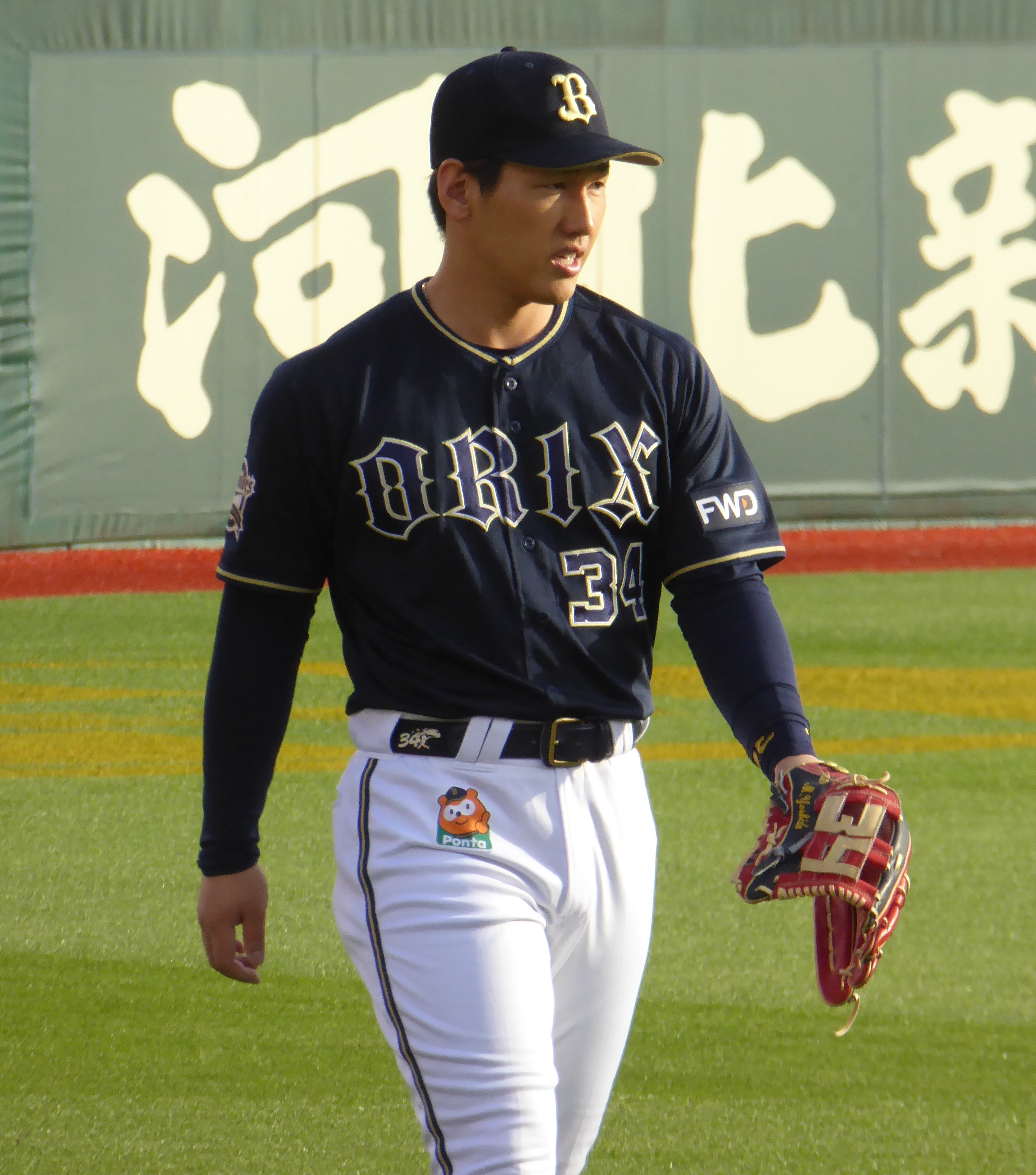
2019年5月24日、楽天生命パーク宮城にて

身長173cmとプロ野球選手としては小柄ながらも、オリックスOBの門田博光(170cm)を彷彿させる左の長距離打者。強振が代名詞ともされる。大学時代には50m走で6秒2、遠投で100mを計測している。
一方で2021年にケガをしてからは、肩の弱さを課題にしている。ただし、2023年のWBC・メキシコ戦で、8回二死二・三塁からの左前打から二塁走者を本塁で刺したプレーを見せているため、吉田の肩を警戒するチームもある。
ホームランバッターに対する憧れは強く、インタビューで「僕自身、子供の頃にホームランバッターに憧れていたので、僕もそういう存在になりたい。今、野球界全体を見渡しても野球をする子供が減ってるじゃないですか。僕のホームランを見たいというのがきっかけになって、野球人口も増えたらいいなと思います」とも述べ、「（力強いスイングは）変わらないし、変えられない」として、長距離打者としてのこだわりを示す一方で、「ボールに対するコンタクト率を意識しているんです」とも語っている。スイングは状況に応じて「投球ラインに沿ってバットを入れる」「上から叩く」「下からバットを入れる」の3つのスタイルを使い分けている。
また、探求心を持って自分のバッティングに向き合うことを楽しみながら、「ベストスイングの形を打席の中で再現できる可能性を高くできれば、その延長線上にホームランがある」「『打てると感じた球を打っていく』のが自分の打撃スタイル」と語っている。
高校時代には「力みなくバットが振れ、ヘッドスピードが速く、芯でボールをとらえる技術が高い巧打者」、オリックスへの入団当初は「広角に強い打球を打ち分ける長距離打者」という評価を受けていた。オリックス入団後の2シーズンには、上記の評価から一転して、長打力を示すIsoPが「0.203→0.206」と高い数値で推移。この時期には、いわゆる「プルヒッター」らしい傾向が顕著に表れていた。
現に、全打球に占める右翼方向への打球の比率が2年連続で40％を上回っていて、本塁打も通算22本中20本が（右中間を含む）右翼方向に飛んでいた。その一方で、バットコントロールと選球眼のバランスも非常に良く、三振率「13.2％→11.9％（リーグ4位相当）」（リーグ平均は「18.0％→19.5％」）・四球率「9.7％→14.2％（リーグ2位相当）」とも高い水準で推移。左投手と対戦した場合のOPSも「.822（対右投手.870）→.946（対右投手.922）」で推移するなど、左投手をほとんど苦にしていなかった。もっとも、本拠地の京セラドーム大阪で和田毅から一軍公式戦での初本塁打を打った際には、上記の傾向とは逆に打球が左翼の方向へ飛んだことから、「今までにない感覚で、左投手から左方向に打てたことが良かった」と語っている。
オリックス入団3年目の2018年から2020年までは、3年連続で全試合出場と最終規定打席到達を果たしながら、いずれの年も.320以上の高打率を記録。NPBでこの条件を全て満たした打者は、ブルーウェーブ時代（1994 - 1998年）のイチローにまで遡る。
打率.350で首位打者のタイトルを初めて獲得した2020年には、通算492打席で72四球を選んだのに対して、三振をパ・リーグの規定打席到達者で最も少ない29個にとどめ、シーズン終了後に『日刊スポーツ』から「理想的な打者」との評価を受けるに至った。セ・パ2リーグ分立後（1950年）のNPB一軍公式戦において、「シーズン通算で70個以上の四球」と「シーズン通算で30個以下の三振」という条件をいずれも満たした首位打者は、長嶋茂雄（巨人時代の1960年・1963年）と張本勲（日本ハムファイターズ時代の1974年）に次いで3人目。パ・リーグでは、張本以来46年ぶりである。ちなみに、2020年の公式戦におけるPA/K（1つの三振を喫するまでに要する平均の打席数）も、パ・リーグ1位の16.95を記録。この年のセントラル・リーグ規定打席到達者で三振が最も少なかった宮崎敏郎（DeNA）の15.86をも凌いでいたが、吉田が1個でも三振を喫した試合（25試合）でのチームの勝率（.273）は、公式戦全120試合における通算勝率（.398）を大きく下回っていた。
軟式野球を始めた小学生時代からバットへのこだわりが強く、青山学院大学在学中には、木製のバットを採用する東都大学野球のリーグ戦などでメープル製のバットを愛用。オリックスへの入団1年目には、アオダモ製、ホワイトアッシュ製、ハード・メープル製のバットを手探り同然で使い分けていた。1年目のオフシーズンからは、「（自分にとって）最高の1本」を求めて、バットの製造工場を訪れては製造工程を見学。2年目以降は、イエローバーチ製のバットに統一しながらも、製造職人とのコミュニケーションや微調整を通じて「最高の1本」に近付けている。また。「湿気によってバットの重さが変わるだけで（バッティングの）結果も微妙に変わる」とのことで、バットケースには乾燥剤を必ず入れている。
井端弘和が2021年9月に公開した動画ではパワーランキング日本人現役部門3位を獲得した。井端は自身と同じ体格・体型の吉田が長距離打者として活躍することに対して「170cm（台）前半の憧れ」と評した。

## 人物
少年時代にMLB公式戦のテレビ中継を見る機会が多かったことから、自身と同じ右投げ左打ちのブライス・ハーパーを「憧れの対象かつ目標の選手」に挙げている。オリックスへの入団時には、自身の強い希望で背番号を34（ハーパーがワシントン・ナショナルズ時代の2018年までに着用していた番号）に決めた（その後、2022年に7に変更）。
青山学院大学時代の監督である善波厚司曰く、「守備も足も肩も平凡だけど、野球に取り組む姿勢が入学当初からズバ抜けていて、『強く振る』ことが出来る強打者だった」「やはりモノが違います。他の『プロに行きたい』と言っている選手とは、思考力や行動力が違いました。魅力的なスイングの持ち主なので、プロでもある程度は活躍できるとは思いますから、ケガをしない体を作っていってほしいですね」と述べている。
NPBドラフト会議での1巡目指名に至ったターニングポイントとして、大学4年時にユニバーシアード野球日本代表へ参加したことを挙げている。同学年のチームメイトだった髙山俊（明治大学）や茂木栄五郎（早稲田大学）が東京六大学野球で実力を培っている一方で、自分は東都大学野球2部リーグでのプレーを余儀なくされていたことへの悔しさが、勝負強さを開眼させるうえで大きな原動力になったという。
「（高校時代までを過ごした）福井が野球人生の原点」ということを、インタビューなどでしばしば言及している。オリックス2年目の2017年には、春季キャンプの直前に、自身が所属していた少年野球チーム（鯖江ボーイズ）の後輩である岸本淳希や玉村祐典と共に自主トレーニングへ取り組んだ。
「向上心、探究心、反骨心が旺盛なこと」を、自身の性格の特徴に挙げている。2016年のオフシーズンにハンマー投選手の室伏広治へ直筆の手紙を送った縁から、2017年以降は春季キャンプの前に室伏からトレーニングの指導を受けている。2018年1月には、「自分自身に打ち勝つこと」「1月1日を大切に過ごすこと」「規定打席到達」を目標に、糸井や柳田悠岐と一緒にグアムで自主トレーニングを敢行した。
オリックスへの入団後に、持ち味の力強いバッティングスタイルを生かした動画（通称「マッチョ動画」）をプロデュース。2018年〜2022年に京セラドームで催されるホームゲームでは、吉田がチャンスで打席を迎えた際に「マッチョ動画」をスコアボードの大型ビジョンで流すとともに、この動画と連動したダンベル型の応援グッズを球団公認で販売していた。
「張り切り屋」を自認する性格ゆえに、オリックスへの入団当初は、腰痛を頻繁に発症していた。2017年のシーズン途中までは、スイングの最後までバットを両手で握り続けていたが、自分で靴下も履けないほどにまで腰の状態が悪化。これを機に、腰への負担の軽減と打球の飛距離アップを両立すべく、スイングのフォロースルーでバットから片手を離している。さらに、2017年のシーズン終了後に腰の手術を受けたことが功を奏して、2018年以降は一軍でレギュラーシーズンの全試合出場を続けている。
社会貢献活動への関心が高く、2018年にパ・リーグ公式戦の規定打席へ初めて到達したことを機に、本塁打1本につき10万円を「国境なき子どもたち」を通じて寄付している。
妻はファッションモデル・管理栄養士・実業家のゆり香であり、2女の父親である。
東京オリンピック 野球日本代表（侍ジャパン）として金メダルを獲得した栄誉を称え、2021年12月13日、福井県福井市のJR福井駅西口に記念のゴールドポスト（第25号）が設置された（ゴールドポストプロジェクト）。
愛称は複数あり、マッチョマン、これを短縮したマッチョ、その他にマサがある。代理人のボラスもマサと呼んでいる。

## 詳細情報

### 年度別打撃成績
| 年 度    | 球 団      | 試 合 | 打 席 | 打 数 | 得 点 | 安 打 | 二 塁 打 | 三 塁 打 | 本 塁 打 | 塁 打 | 打 点 | 盗 塁 | 盗 塁 死 | 犠 打 | 犠 飛 | 四 球 | 敬 遠 | 死 球 | 三 振 | 併 殺 打 | 打 率 | 出 塁 率 | 長 打 率 | O P S |
| -------- | ---------- | ----- | ----- | ----- | ----- | ----- | -------- | -------- | -------- | ----- | ----- | ----- | -------- | ----- | ----- | ----- | ----- | ----- | ----- | -------- | ----- | -------- | -------- | ----- |
| 2016     | オリックス | 63    | 258   | 231   | 35    | 67    | 17       | 0        | 10       | 114   | 34    | 0     | 2        | 0     | 1     | 25    | 0     | 1     | 34    | 6        | .290  | .360     | .494     | .854  |
| 2017     | オリックス | 64    | 268   | 228   | 42    | 71    | 11       | 0        | 12       | 118   | 38    | 1     | 1        | 0     | 1     | 38    | 2     | 1     | 32    | 9        | .311  | .410     | .518     | .928  |
| 2018     | オリックス | 143   | 598   | 514   | 77    | 165   | 37       | 2        | 26       | 284   | 86    | 3     | 1        | 0     | 8     | 69    | 10    | 7     | 74    | 9        | .321  | .403     | .553     | .956  |
| 2019     | オリックス | 143   | 610   | 521   | 92    | 168   | 24       | 2        | 29       | 283   | 85    | 5     | 1        | 0     | 5     | 79    | 12    | 5     | 64    | 12       | .322  | .413     | .543     | .956  |
| 2020     | オリックス | 120   | 492   | 408   | 55    | 143   | 22       | 1        | 14       | 209   | 64    | 8     | 5        | 0     | 4     | 72    | 17    | 8     | 29    | 6        | .350  | .453     | .512     | .966  |
| 2021     | オリックス | 110   | 455   | 389   | 61    | 132   | 22       | 1        | 21       | 219   | 72    | 0     | 0        | 0     | 3     | 58    | 6     | 5     | 26    | 9        | .339  | .429     | .563     | .992  |
| 2022     | オリックス | 119   | 508   | 412   | 56    | 138   | 28       | 1        | 21       | 231   | 88    | 4     | 0        | 0     | 7     | 80    | 18    | 9     | 41    | 11       | .335  | .447     | .561     | 1.008 |
| 2023     | BOS        | 140   | 580   | 537   | 71    | 155   | 33       | 3        | 15       | 239   | 72    | 8     | 0        | 0     | 2     | 34    | 0     | 7     | 81    | 20       | .289  | .338     | .445     | .783  |
| 2024     | BOS        | 108   | 421   | 378   | 45    | 106   | 21       | 0        | 10       | 157   | 56    | 2     | 0        | 0     | 2     | 27    | 0     | 14    | 52    | 6        | .280  | .349     | .415     | .765  |
| NPB：7年 | NPB：7年   | 762   | 3189  | 2703  | 418   | 884   | 161      | 7        | 133      | 1458  | 467   | 21    | 10       | 0     | 29    | 421   | 65    | 36    | 300   | 62       | .327  | .421     | .539     | .960  |
| MLB：2年 | MLB：2年   | 248   | 1001  | 915   | 116   | 261   | 54       | 3        | 25       | 396   | 128   | 10    | 0        | 0     | 4     | 61    | 0     | 21    | 133   | 26       | .285  | .343     | .433     | .776  |

- 2024年度シーズン終了時
- 各年度の太字はリーグ最高

### 年度別打撃成績所属リーグ内順位
| 年 度 | 年 齢 | リ ｜ グ   | 打 率 | 安 打 | 二 塁 打 | 三 塁 打 | 本 塁 打 | 打 点 | 盗 塁 | 出 塁 率 |
| ----- | ----- | ---------- | ----- | ----- | -------- | -------- | -------- | ----- | ----- | -------- |
| 2016  | 23    | パ・リーグ | -     | -     | -        | -        | -        | -     | -     | -        |
| 2017  | 24    | パ・リーグ | -     | -     | -        | -        | -        | -     | -     | -        |
| 2018  | 25    | パ・リーグ | 4位   | 4位   | 2位      | -        | 7位      | 6位   | -     | 3位      |
| 2019  | 26    | パ・リーグ | 2位   | 2位   | -        | -        | 8位      | 9位   | -     | 2位      |
| 2020  | 27    | パ・リーグ | 1位   | 2位   | 7位      | -        | -        | 10位  | -     | 2位      |
| 2021  | 28    | パ・リーグ | 1位   | 9位   | 10位     | -        | 6位      | 8位   | -     | 1位      |
| 2022  | 29    | パ・リーグ | 2位   | 3位   | 4位      | -        | 4位      | 2位   | -     | 1位      |
| 2023  | 30    | ア・リーグ | 5位   | -     | -        | -        | -        | -     | -     | -        |
| 2024  | 31    | ア・リーグ | -     | -     | -        | -        | -        | -     | -     | -        |

- -は10位未満（打率は規定打席未到達の場合も-と表記）

### WBSCプレミア12での打撃成績
| 年 度 | 代 表 | 試 合 | 打 席 | 打 数 | 得 点 | 安 打 | 二 塁 打 | 三 塁 打 | 本 塁 打 | 塁 打 | 打 点 | 盗 塁 | 盗 塁 死 | 犠 打 | 犠 飛 | 四 球 | 敬 遠 | 死 球 | 三 振 | 併 殺 打 | 打 率 | 出 塁 率 | 長 打 率 | O P S |
| ----- | ----- | ----- | ----- | ----- | ----- | ----- | -------- | -------- | -------- | ----- | ----- | ----- | -------- | ----- | ----- | ----- | ----- | ----- | ----- | -------- | ----- | -------- | -------- | ----- |
| 2019  | 日本  | 5     | 21    | 20    | 2     | 4     | 0        | 0        | 0        | 4     | 1     | 0     | 0        | 0     | 0     | 1     | 1     | 0     | 0     | 0        | .200  | .238     | .200     | .438  |

### オリンピックでの打撃成績
| 年 度 | 代 表 | 試 合 | 打 席 | 打 数 | 得 点 | 安 打 | 二 塁 打 | 三 塁 打 | 本 塁 打 | 塁 打 | 打 点 | 盗 塁 | 盗 塁 死 | 犠 打 | 犠 飛 | 四 球 | 敬 遠 | 死 球 | 三 振 | 併 殺 打 | 打 率 | 出 塁 率 | 長 打 率 | O P S |
| ----- | ----- | ----- | ----- | ----- | ----- | ----- | -------- | -------- | -------- | ----- | ----- | ----- | -------- | ----- | ----- | ----- | ----- | ----- | ----- | -------- | ----- | -------- | -------- | ----- |
| 2021  | 日本  | 5     | 22    | 20    | 1     | 7     | 0        | 0        | 0        | 7     | 2     | 1     | 0        | 0     | 0     | 2     | 0     | 0     | 1     | 1        | .350  | .409     | .350     | .759  |

### WBCでの打撃成績
| 年 度 | 代 表 | 試 合 | 打 席 | 打 数 | 得 点 | 安 打 | 二 塁 打 | 三 塁 打 | 本 塁 打 | 塁 打 | 打 点 | 盗 塁 | 盗 塁 死 | 犠 打 | 犠 飛 | 四 球 | 敬 遠 | 死 球 | 三 振 | 併 殺 打 | 打 率 | 出 塁 率 | 長 打 率 | O P S |
| ----- | ----- | ----- | ----- | ----- | ----- | ----- | -------- | -------- | -------- | ----- | ----- | ----- | -------- | ----- | ----- | ----- | ----- | ----- | ----- | -------- | ----- | -------- | -------- | ----- |
| 2023  | 日本  | 7     | 32    | 22    | 5     | 9     | 1        | 0        | 2        | 16    | 13    | 0     | 0        | 0     | 2     | 4     | 0     | 4     | 1     | 1        | .409  | .531     | .727     | 1.259 |

- 太字は大会最高

### 年度別守備成績
| 年 度 | 球 団      | 外野  | 外野  | 外野  | 外野  | 外野  | 外野     | 左翼（LF） | 左翼（LF） | 左翼（LF） | 左翼（LF） | 左翼（LF） | 左翼（LF） |
| 年 度 | 球 団      | 試 合 | 刺 殺 | 補 殺 | 失 策 | 併 殺 | 守 備 率 | 試 合      | 刺 殺      | 補 殺      | 失 策      | 併 殺      | 守 備 率   |
| ----- | ---------- | ----- | ----- | ----- | ----- | ----- | -------- | ---------- | ---------- | ---------- | ---------- | ---------- | ---------- |
| 2016  | オリックス | 54    | 86    | 4     | 1     | 0     | .989     | -          | -          | -          | -          | -          | -          |
| 2017  | オリックス | 53    | 92    | 2     | 0     | 0     | 1.000    | -          | -          | -          | -          | -          | -          |
| 2018  | オリックス | 123   | 223   | 2     | 3     | 1     | .987     | -          | -          | -          | -          | -          | -          |
| 2019  | オリックス | 98    | 149   | 5     | 2     | 0     | .987     | -          | -          | -          | -          | -          | -          |
| 2020  | オリックス | 93    | 126   | 4     | 2     | 1     | .985     | -          | -          | -          | -          | -          | -          |
| 2021  | オリックス | 86    | 134   | 2     | 2     | 1     | .986     | -          | -          | -          | -          | -          | -          |
| 2022  | オリックス | 39    | 69    | 1     | 0     | 0     | 1.000    | -          | -          | -          | -          | -          | -          |
| 2023  | BOS        | -     | -     | -     | -     | -     | -        | 87         | 125        | 5          | 3          | 1          | .977       |
| 2024  | BOS        | -     | -     | -     | -     | -     | -        | 1          | 0          | 0          | 0          | 0          | .---       |
| 通算  | 通算       | 546   | 879   | 20    | 11    | 3     | .988     | 88         | 125        | 5          | 3          | 1          | .977       |

- 2024年度シーズン終了時

### タイトル
NPB
- 首位打者：2回（2020年、2021年）※2年連続はパ・リーグ歴代4位タイ
- 最高出塁率：2回（2021年、2022年）

### 表彰
NPB
- ベストナイン：5回（外野手部門：2018年 - 2021年、指名打者部門：2022年）
- 日本シリーズ優秀選手賞：1回（2022年）
- セ・パ交流戦 最優秀選手賞（MVP）：1回（2018年）
- クライマックスシリーズMVP：1回（2022年）
- オールスターゲーム敢闘賞：1回（2019年）
- ホームランダービー優勝：1回（2021年）
- 月間MVP：6回（打者部門：2019年7月、9月、2020年8月、2021年5月、2022年7月、9・10月）
- ゴールデンスピリット賞：1回（2022年）

MLB
- プレイヤー・オブ・ザ・ウィーク：1回（2023年5月1日 - 7日[160][161]）

国際大会
- オールWBCチーム：1回（外野手部門：2023年）

その他表彰
- 福井県栄誉賞（2021年）[162]
- GQ MEN OF THE YEAR 2023 ベスト・ベースボールプレイヤー賞（2023年）[163]

### 記録

#### NPB
初記録
- 初出場・初先発出場：2016年3月25日、対埼玉西武ライオンズ1回戦（西武プリンスドーム）、「1番・指名打者」で先発出場
- 初打席：同上、1回表に菊池雄星から右飛
- 初安打：同上、7回表に郭俊麟から左前安打
- 初打点：2016年3月29日、対北海道日本ハムファイターズ1回戦（札幌ドーム）、6回表に吉川光夫から中越適時二塁打
- 初本塁打：2016年8月18日、対北海道日本ハムファイターズ18回戦（札幌ドーム）、3回表に増井浩俊から右越ソロ[164]
- 初盗塁：2017年9月8日、対東北楽天ゴールデンイーグルス20回戦（楽天Koboスタジアム宮城）、3回表に二盗（投手：岸孝之 捕手：嶋基宏）

節目の記録
- 100本塁打：2021年5月23日、対福岡ソフトバンクホークス11回戦（福岡PayPayドーム）、9回表に岩嵜翔から左越ソロ ※史上301人目[164]

その他の記録
- 70四球以上・30三振以下で首位打者：2020年（72四球・29三振） ※2リーグ制以降では長嶋茂雄（1960年・1963年）、張本勲（1974年）以来史上3人目[165]
- オールスターゲーム出場：4回（2018年、2019年、2021年、2022年）

#### MLB
初記録
- 初出場・初先発出場：2023年3月30日、対ボルチモア・オリオールズ1回戦（フェンウェイ・パーク）、「4番・左翼手」で先発出場 ※日本人選手が開幕4番で初出場するのは初[166]
- 初打席:同上、1回裏にカイル・ギブソンから二ゴロ
- 初安打・初打点：同上、6回裏にキーガン・アキンから中前適時打[167]
- 初盗塁：2023年4月2日、対ボルチモア・オリオールズ3回戦（フェンウェイ・パーク）、8回裏に二盗（投手：マイク・バウマン、捕手：アドリー・ラッチマン）[168]
- 初本塁打：2023年4月3日、対ピッツバーグ・パイレーツ1回戦（フェンウェイ・パーク）、1回裏にヨハン・オビエドから左越2ラン[169]

#### NPB/MLB通算
節目の記録
- 1000安打：2023年8月5日、対トロント・ブルージェイズ9回戦（フェンウェイ・パーク）、8回裏にティム・メイザから左前安打（NPB:884、MLB：116）[170]
- 1000試合出場：2024年9月14日、対ニューヨーク・ヤンキース戦（ヤンキー・スタジアム）、「4番・指名打者」で先発出場

### 背番号
- 34（2016年[6] - 2021年）
  - 野球日本代表のトップチームでも着用
- 7（2022年[94][117] - ）

### 代表歴
- 2013年日米大学野球選手権大会日本代表
- 2014 ハーレムベースボールウィーク 日本代表
- 2015年夏季ユニバーシアード野球日本代表
- 2019 WBSCプレミア12 日本代表
- 2020年オリンピック野球日本代表
- 2023 ワールド・ベースボール・クラシック日本代表

## 出演

### テレビ番組
- アスリートの魂「フルスイングを貫くオリックス・バファローズ吉田正尚」（2017年8月21日、NHK総合）[171]
- 25歳～情熱の起点～（2021年7月14日、テレビ朝日）- 吉田正尚選手へのインタビュー
- バース・デイ「WBC侍ジャパン 吉田正尚 2週連続SP」（2023年4月22日・4月29日、TBS）[172]
- スポーツ×ヒューマン「この一振りで超えてゆく 〜メジャーリーガー 吉田正尚〜」（2023年8月14日、NHK BS1・NHK総合）[173]

### CM
- 奥村組（2024年1月28日 - ） ※テレビCM初出演[174]
- 佐藤製薬「ユンケル」シリーズ（2024年3月29日 - ）[175]

## 書籍

### 連載コラム
- 日刊スポーツ『頂に駆ける』（2021年2月26日から随時連載）